# Hroby
Hroby este o arie protejată (arie specială de conservare — SAC, sit de importanță comunitară — SCI) din Republica Cehă întinsă pe o suprafață de 0,14 ha, integral pe uscat.

## Localizare
Centrul sitului Hroby este situat la coordonatele 49°23′36″N 14°51′23″E / 49.393333°N 14.856389°E.

## Înființare
Situl Hroby a fost declarat sit de importanță comunitară în aprilie 2005 pentru a proteja 1 specie de plante. Situl a fost protejat și ca arie specială de conservare în iulie 2012.

## Biodiversitate
Situată în ecoregiunea continentală, aria protejată nu include niciun habitat protejat.
La baza desemnării sitului se află o specie protejată de  plante: Gentianella bohemica.